# Вейсвампах
Вейсвампах (люкс. Wäiswampech, фр. Weiswampach) — коммуна в Люксембурге, располагается в округе Дикирх. Коммуна Вейсвампах является частью кантона Клерво. В коммуне находится одноимённый населённый пункт.
Население составляет 1306 человек (на 2008 год), в коммуне располагаются 509 домашних хозяйств. Занимает площадь 35,25 км² (по занимаемой площади 12 место из 116 коммун). Наивысшая точка коммуны над уровнем моря составляет 538 м. (7 место из 116 коммун), наименьшая 368 м. (115 место из 116 коммун).

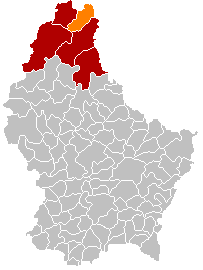
Оранжевый цвет - коммуна Вейсвампах, красный - кантон Клерво.